# 투바 윈살
투바 윈살(튀르키예어: Tuba Ünsal, 1981년 12월 7일 ~ )은 튀르키예의 배우, 모델이다.